# Kazuo Kuroki
Kazuo Kuroki, japonski filmski režiser, * 10. november 1930, Matsuzaka, Mie, † 12. april 2006.
Kuroki je najbolj znan po svojem opodabljanju dogodkov okoli Hirošime in Nagasakija leta 1945; sam je preživel to in se nato počutil krivega, da je preživel, medtem ko so njegovi prijatelji umrli.
Leta 2004 je posnel trilogijo Vojni requiem, ki jo sestavljajo filmi Jutri - Asu, Poletje nekega dečka leta 1945 in Jizov obraz.